# 克里尼奇基 (謝苗諾夫卡區)
52°15′7″N 32°28′39″E / 52.25194°N 32.47750°E
克里尼奇基（烏克蘭語：Кринички），是烏克蘭北部的村莊，隸屬切爾尼希夫州的諾夫霍羅德-錫韋爾斯基區。該村面積0.13平方公里，海拔高度146米，2001年人口26，人口密度每平方公里200人。